# Lasionectes exleyi.
Lasionectes exleyi. är en kräftdjursart som beskrevs av Jill Yager och Humphreys 1996. Lasionectes exleyi. ingår i släktet Lasionectes och familjen Speleonectidae. Inga underarter finns listade i Catalogue of Life.